# Patrick Lane
Pour les articles homonymes, voir Lane.
Patrick Lane, né le 26 mars 1939 à Nelson en Colombie-Britannique et mort le 7 mars 2019 à Victoria (Colombie-Britannique), est un poète et critique canadien.

## Biographie
Patrick Lane publie ses premiers poèmes en feuillets au cours des années 1960 lorsqu'il mène alors une vie errante dans le nord de la Colombie-Britannique (camps de bûcherons, petites villes et mines). Un an après la mort de son frère Red Lane (1939-1964), également poète, il s'installe à Vancouver en 1965 où il joint d'autres artistes et écrivains. Il dirige le recueil des œuvres de son frère, Collected Poems of Red Lane, en 1968.
Il a donné des cours d'écriture créative et de littérature canadienne à l'université de la Saskatchewan puis à l'université de Victoria.

## Œuvre
Dans son œuvre, Lane décrit souvent la vie rude des travailleurs de l'Ouest canadien (des Prairies canadiennes et de la côte du Pacifique). Il est l'auteur de plusieurs livres qu'il a lui-même illustrés.
- 1966 : Letters from the Savage Mind (gagnant du Prix de poésie du Gouverneur général 1978[2])
- 1969 : Separations
- 1978 : Poems New and Selected
- 1987 : Poems Selected and New
- 1995 : Too Spare, Too Fierce (gagnant du Prix de poésie Dorothy Livesay (en) 1996)
- 2004 : There Is A Season:A Memoir
- 2005 : Go Leaving Strange
- 2008 : Red Dog, Red Dog